# Кестлер, Ганс-Гюнтер
Ганс-Гюнтер Кестлер (нем. Hans-Günter Kestler; 12 декабря 1939 — 1 сентября 2013) — немецкий шахматист, международный мастер (1976).
Победитель чемпионата ФРГ 1972 года.
В составе сборной ФРГ участник трёх Олимпиад (1972—1976) и двух командных чемпионатов Европы (1965 и 1977).

## Изменения рейтинга
| Графики недоступны из-за технических проблем. См. информацию на Фабрикаторе и на mediawiki.org. |